# Пилатос, Леонтиос
Леонтиос Пилатос , или просто Леонтиос (греч. Λεόντιος Πιλάτος , лат. Leontius Pilatus, ит. Leonzio Pilato; Семинара, ? — Венецианский залив, 1366 год) — греческий учёный раннего итальянского Возрождения из Калабрии. Леонтиос перевёл и комментировал работы Еврипида, Аристотеля и Гомера, включая «Одиссею» и «Илиаду» на латинский язык и был первым профессором греческого языка в Западной Европе.

## Биография
Леонтиос был этническим греком.
Родился в Семинаре, городке в современной провинции Реджо-Калабрия в Южной Италии. Учился у своего земляка из Семинары, также грека, Варлаама (Варлаам Калабрийский).
В 1359 году Франческо Петрарка познакомился с Леонтиосом в Падуе. Петрарка срочно нуждался в переводе Гомера. Поскольку Леонтиос знал греческий и был учеником Варлаама, Петрарка решил, что он в состоянии выполнить перевод. Петрарка поручил ему предварительно, как испытание, перевести первые 5 глав Илиады и остался частично удовлетворённым. Дословный перевод прозой не передавал поэзию Гомера. Но перевод Леонтиоса вернул Гомера в западное сознание и сделал очевидной необходимость систематического изучения греческого языка для Петрарки и тех, кто искали у греков «источник и начало каждого божественного вдохновения». Однако Петрарка не хотел оставить при себе этого калабрийца, который вызывал у него неприязнь.
В своём знаменитом письме к Джованни Боккаччо Франческо Петрарка писал о монахе:
Leo noster vere Calaber, sed ut ipse vult Thesalus, quasi nobilius sit grecum esse quam italum (Sen. III, 6)
Transl.: Наш  Леонтиос настоящий калабриец, но желает, чтобы мы считали его фессалийцем, полагая, что быть греком более благородно, нежели итальянцем.
Со своей стороны, Леонтиос также не хотел оставаться в Италии, его влекло в «Западный Вавилон», в Авиньон, где он мог претендовать на сан епископа, так же, как это случилось с Варлаамом и Атуманосом. Этот вопрос разрешил Боккаччо, упросив сеньорию города Флоренция создать для Леонтиоса кафедру греческого языка. Сам Боккаччо изучил греческий с Леонтиосом несколько более основательно, нежели Петрарка с Варлаамом.
Боккаччо использовал уроки греческого, полученные у Леонтиоса, в своей «Генеалогии богов» (Genealogia Deorum Gentilium).
Во Флоренции Леонтиос продолжил переводы Гомера и одновременно приступил к переводу «Гекубы» Еврипида. Последнее было связано с его преподаванием греческого языка, поскольку согласно византийской школьной традиции преподавание Еврипида начиналось с «Гекубы».
Его основная работа, перевод Гомера, была завершена в 1362 году. Остальные свои работы Леонтиос прервал, не желая более оставаться во Флоренции.
В 1366 году Леонтиос отправился в Константинополь и погиб в самом начале путешествия, когда во время шторма в Венецианском заливе в мачту корабля, возле которой он стоял, ударила молния.